# Cuco-rabilongo

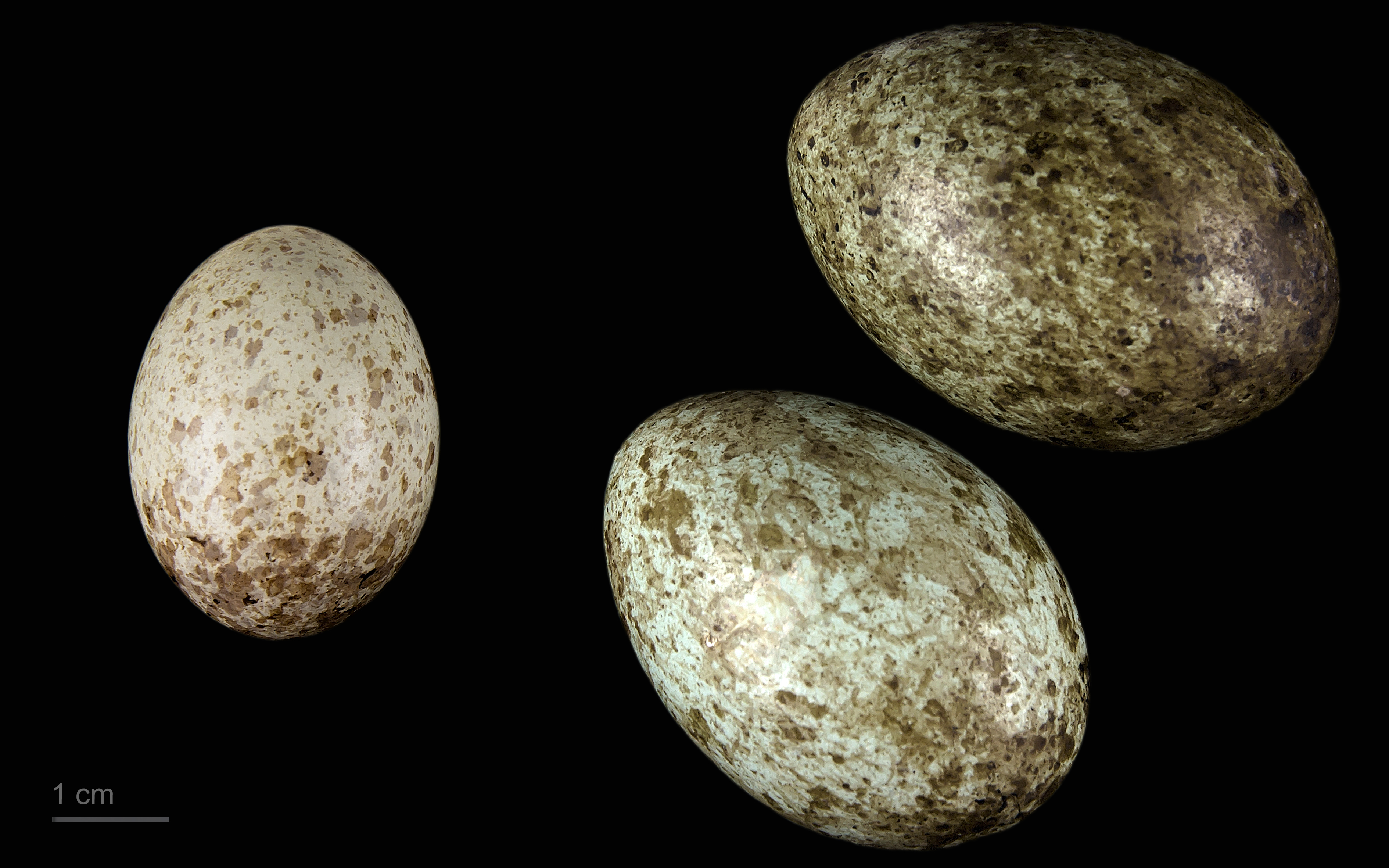
Clamator glandarius em um ninho de Corvus cornix - MHNT

Cuco-rabilongo (Clamator glandarius) é uma ave da família Cuculidae. Grande, com uma pequena poupa e uma longa cauda, este cuco é uma ave discreta quando não canta.
Tal como o cuco-canoro é uma espécie parasita, que deposita os seus ovos nos ninhos de outras aves, especialmente de pega-rabuda.
O cuco-rabilongo distribui-se pelo sul da Europa e pela maior parte de África. Em Portugal é um visitante estival, pouco abundante, que ocorre sobretudo de Fevereiro a Julho.